# Platylister foliaceus
Platylister foliaceus är en skalbaggsart som först beskrevs av Gustaf von Paykull 1811.  Platylister foliaceus ingår i släktet Platylister och familjen stumpbaggar. Inga underarter finns listade i Catalogue of Life.